# Beienheim (stacja kolejowa)
Beienheim (niem: Bahnhof Beienheim) – stacja kolejowa w Beienheim, dzielnicy Reichelsheim (Wetterau), w kraju związkowym Hesja, w Niemczech. Znajduje się na granicy miasta w południowym Beienheim.

## Historia

### Budynek dworca
Budynek dworca został wzniesiony około roku 1900, a linie kolejowe oddano do użytku w 1897 roku: Beienheim – Schotten i Friedberg – Mücke. Budynek nie posiada poczekalni.

### Tory i perony
Stacja Beienheim ma trzy peronu. Z głównego peronu 1 pociągi kursują na odcinku Friedberg–Wölfersheim-Södel do Mücke w Vogelsberg na linii Friedberg – Mücke. Pociągi linii kolejowej Beienheim – Schotten do Nidda lub Friedberg kursują z peronów 2 i 3.

## Ruch
Stacja Beienheim od jej otwarcia w 1897 roku, jest węzłem kolejowym w Wetterau. Poprzednio można było pojechać z Beienheim do Wölfersheim, Hungen, Laubach, gdy istniało połączenie przez Mücke. W 1958 nadal można było swobodnie podróżować do Freienseen, w 1959 aż do Hungen, a od 2003 r. tylko do Wölfersheim-Södel.
Również dawniej była możliwość podróży pociągiem z Beienheim do Schotten. W dniu 29 listopada 1959 linia na odcinku Nidda - Schotten została zamknięta dla ruchu pasażerskiego. Od tego czasu istnieje tylko ruch kolejowy do Nidda.
Stacja Beinheim posiadają szereg regionalnych linii autobusowych. Ponadto, istnieje parking P + R.